# Abbaye de Dryburgh
 (mai 2024).
L'abbaye de Dryburgh est un établissement monastique fondé en 1150 par des chanoines Prémontrés, sur les bords de la Tweed, en Écosse. C'est un site qui a peut-être été rendu sacré par Saint Modan autour de l'an 600.

## Historique

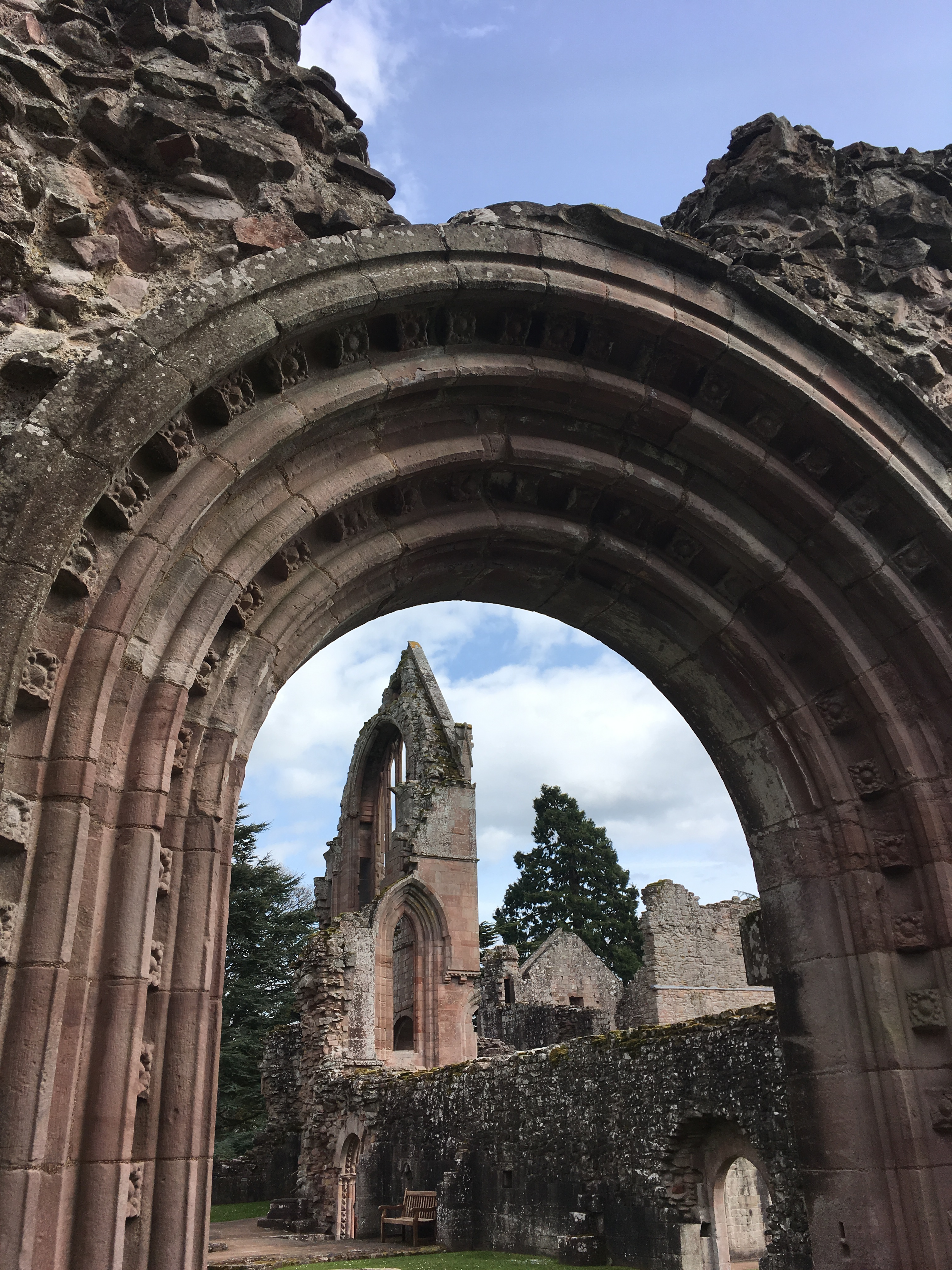
Vue sur le bras sud du transept depuis la porte à l’extrémité occidentale de la nef.

L'abbaye est fondée par des moines d'Alnwick sur un terrain appartenant à Hugh de Morville, seigneur de Cunningham et de Lauderdale. Elle fait partie du groupe d'abbayes des Borders fondées par David Ier.
Elle est incendiée par les troupes anglaises en 1322, après sa restauration sous le patronage de Robert Ier d'Écosse. Elle a été une nouvelle fois incendiée en 1385, mais elle connaît son plein épanouissement durant le XVe siècle. Elle a finalement été détruite en 1544, survivant brièvement à la Réforme écossaise, jusqu'à sa donation au comte de Mar par Jacques VI d'Écosse.
Henry David Erskine, 12e comte de Buchan, vend le terrain en 1786. David Erskine, fondateur de la Society of Antiquaries of Scotland, ainsi que d'autres personnalités, notamment l'écrivain Walter Scott, son gendre John Gibson Lockhart et Douglas Haig, maréchal commandant le corps expéditionnaire britannique en France de 1916 à 1918, sont inhumés dans ce cadre.